# کورتن
کورتن (به آلمانی: Kürten) یک شهر در آلمان است که در راینیش-برگیشر کرایس واقع شده‌است. کورتن ۲۰٬۰۵۹ نفر جمعیت دارد.